# Cycadaceae
Famille
Les Cycadacées (Cycadaceae) sont la famille la plus importante du groupe des Cycadales. Ces plantes, qui présentent des caractères de fougères et des feuilles semblables à celles de palmiers, sont fréquemment confondues avec ces derniers, plutôt que considérées comme de proches des conifères.

## Étymologie
Le nom vient du genre Cycas, dérivé grec κυκας / kykas, nom utilisé pour la première fois par Theophraste, qui serait une erreur de scribe pour κούκας / koikas (pluriel de koix), signifiant "palmiers", mot d'une langue pré-grecque inconnue.

## Description
Les Cycadacées ont leur tronc élancé, généralement non ramifié, ou trapu, presque sphérique. Souvent, il est couvert de couches de feuilles écailleuses disposées en spirale et à son sommet se trouve une couronne de grandes feuilles composées-pennées. Les jeunes folioles sont enroulées en crosse comme les frondes de fougères et se déploient pour former la couronne. Les folioles des cycadacées ont une nervation comportant une seule nervure centrale.
Les Cycadacées sont dioïques : les cônes polliniques et les cônes ovulés sont produits par des plantes distinctes ; les cônes sont généralement plus grands que ceux des conifères, pouvant parfois atteindre plusieurs mètres de longueur.
Les cônes ovulés de nombreuses espèces sont pollinisés par des coléoptères : c'est un exemple de pollinisations par les insectes qui deviendra la règle chez les angiospermes. A la différence de la plupart des gymnospermes chez lesquelles les gamètes mâles ne sont pas flagellés, les spermatozoïdes flagellés des cycadacées nagent sur une courte distance pour rejoindre l'oosphère, faisant éclater le tube pollinique pour provoquer la fécondation.
Chez les cycadacées, les mégasporophylles portent des graines de part et d'autre de leur nervure médiane ; les graines sont de gros diamètre pouvant aller jusqu'à 4 cm pour le Cycas pectinata : leur tégument comporte deux couches, la sarcotesta et la sclérotesta.
Toutes les Cycadacées possèdent du bois à structure légère ; elles croissent lentement et colonisent des milieux variés, humides ou arides.

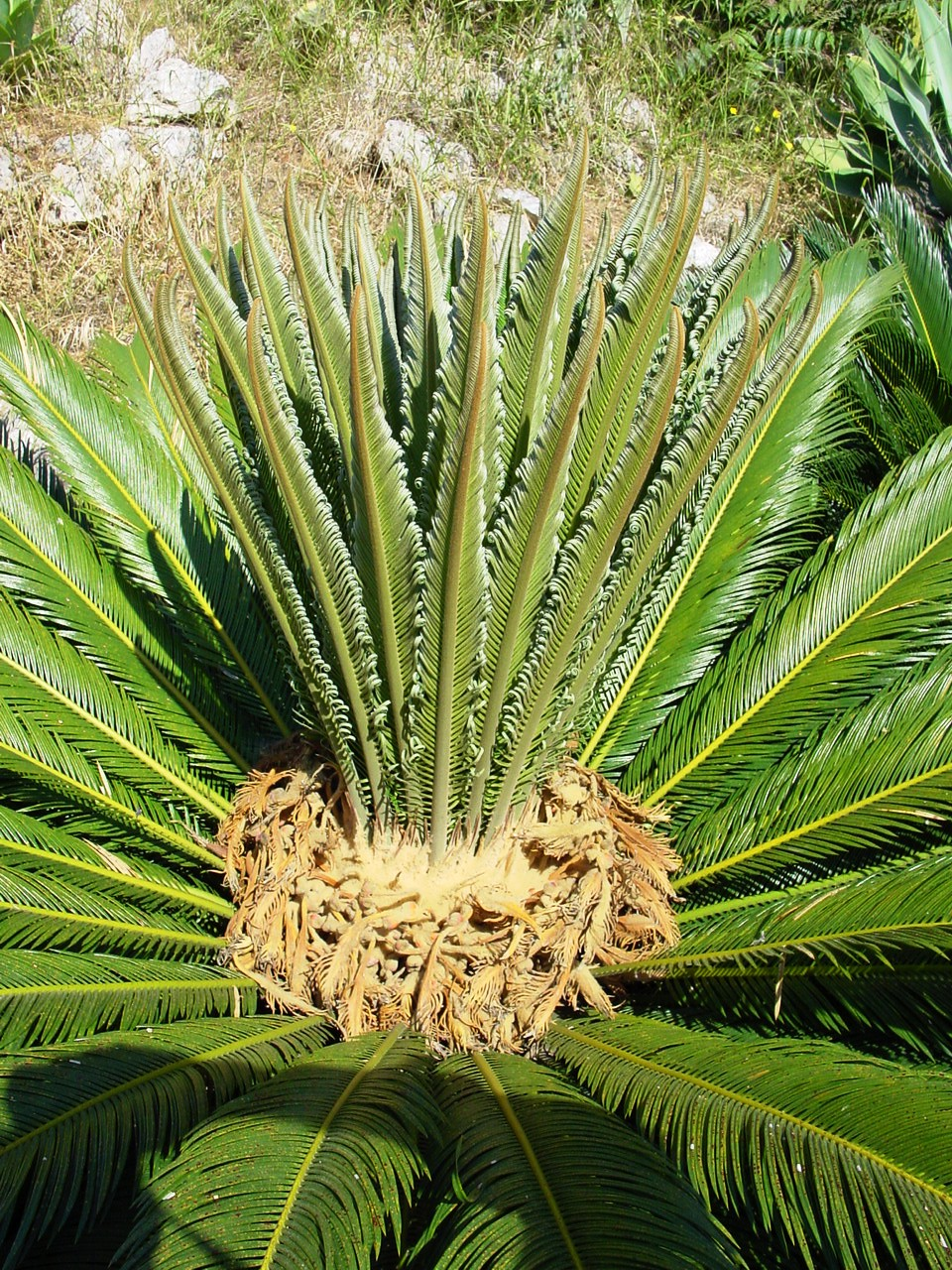
Cycas revoluta

Elles possèdent aussi plusieurs traits de gigantisme : les feuilles sont grandes, le tronc est robuste, les ovules gros comme des œufs de pigeon, les anthérozoïdes (spermatozoïdes) visibles à l'œil nu.
Attention ! toutes les parties des cycas sont toxiques !

## Genre
La famille des Cycadaceae n'est composée que d'un seul genre :
- Cycas L., 1753.

Linné a inscrit le genre Cycas dans Species plantarum, paru en 1753.

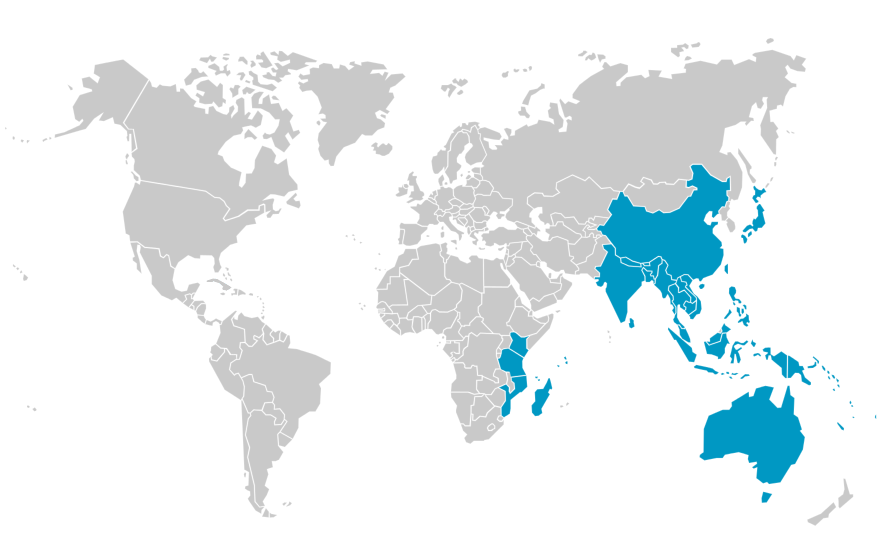
Répartitions des Cycas dans le Monde

## Principales espèces
| Cycas aculeata Cycas angulata Cycas annaikalensis Cycas apoa Cycas arenicola Cycas armstrongii Cycas arnhemica Cycas badensis Cycas balansae Cycas basaltica Cycas beddomei Cycas bifida Cycas bougainvilleana Cycas brachycantha Cycas brunnea Cycas cairnsiana Cycas calcicola Cycas campestris Cycas candida Cycas canalis Cycas chamaoensis Cycas changjiangensis Cycas chevalieri Cycas circinalis Cycas clivicola Cycas collina Cycas condaoensis Cycas conferta Cycas couttsiana Cycas curranii Cycas debaoensis Cycas desolata Cycas diannanensis |  | Cycas dolichophylla Cycas edentata Cycas elephantipes Cycas elongata Cycas falcata Cycas fairylakea Cycas ferruginea Cycas fugax Cycas furfuracea Cycas guizhouensis Cycas hainanensis Cycas hoabinhensis Cycas hongheensis Cycas inermis Cycas javana Cycas lanepoolei Cycas lindstromii Cycas litoralis Cycas maconochiei Cycas macrocarpa Cycas media Cycas megacarpa Cycas micholitzii Cycas micronesica Cycas multipinnata Cycas nathorstii Cycas nongnoochiae Cycas ophiolitica Cycas orientis Cycas pachypoda Cycas panzhihuaensis Cycas papuana |  | Cycas pectinata Cycas petraea Cycas platyphylla Cycas pranburiensis Cycas pruinosa Cycas revoluta Cycas riuminiana Cycas rumphii Miq. Cycas schumanniana Cycas scratchleyana Cycas seemannii A.Braun Cycas segmentifida Cycas semota Cycas sexseminifera Cycas siamensis Cycas silvestris Cycas simplicipinna Cycas spherica Cycas szechuanensis Cycas taitungensis Cycas taiwaniana Cycas tanqingii Cycas tansachana Cycas thouarsii Cycas tropophylla Cycas tuckeri Cycas wadei Cycas xipholepis Cycas yorkiana Cycas yunnanensis Cycas zambalensis Cycas zeylanica |  |